# Cazzano di Tramigna
Cazzano di Tramigna (Casàn de Traméa/Troméa in veneto) è un comune italiano di 1 462 abitanti della provincia di Verona in Veneto.

## Geografia fisica
Cazzano di Tramigna è situato 23 chilometri a nord-est di Verona, a circa 10 km dall'uscita Soave-San Bonifacio dell'autostrada A4, lungo la strada provinciale 37/a "dei ciliegi". Si sviluppa in val Tramigna, valle delimitata ad est dalla val d'Alpone e ad ovest dalla val d'Illasi, con un'altimetria che varia dai 35 metri nella parte più a sud ai 675 metri nella parte più settentrionale, con i primi rilievi dei Lessini.
Il capoluogo comunale è situato a 100 metri sul livello del mare.
È percorso dal fiume Tramigna, che nasce proprio nel centro del paese.
Come giurisdizione ecclesiastica il comune di Cazzano di Tramigna appartiene alla diocesi di Verona ed ha, nel suo territorio, tre parrocchie: San Giorgio Martire (a Cazzano), San Bernardo Abate (a Campiano) e sant'Antonio abate (a Costeggiola).

## Origini del nome
Esistono varie ipotesi sull'origine del toponimo Cazzano:
- È quasi certamente derivato Cassianum ovvero proprietà della gens Cassia, così come attesta una pietra tombale trovata nella vicina Soave (la lapide tombale cita infatti una certa Cassia Maxima).
- Taluni invece ipotizzano che il nome Cadanum, affine a Gadanum, sia derivato da Gadum ovvero luogo boschivo di caccia, già presente in alcuni toponimi del veronese (Gazzolo, Gazzo Veronese) e nello stesso comune cazzanese (località Gadi); a questa ipotesi si è attenuto chi volle un cervo come simbolo del comune (il cervo è un emblema di caccia).
- Altri ritengono che possa derivare dai Catti, popolazione germanica che avrebbe potuto seguire vari invasori o conquistatori.
- Si ravvisa una affinità con il toponimo Cadianum, luogo di "mutatio" (ovvero di cambio dei cavalli) sulla via Postumia, che può essere sia la derivazione di Catianum che di Cadanum; Cadianum appare nell'opera dell'anonimo Burdigalense che descrisse il suo viaggio da Bordeaux fino alla Terra santa. L'unico problema in tale teoria è il tracciato (ipotetico) della Via Postumia che passava molto più a sud di Cazzano[7].

## Storia
Nel 1867, per regio decreto dovuto alla volontà di distinguere Cazzano da altri paesi omonimi in Italia e ad una maggiore qualificazione geografica, al paese fu aggiunta la dicitura "di Tramigna", dal nome del fiumicello omonimo che nasce dalla risorgiva (il "Lago della Mora" o "Fontanone") ubicata nel centro del paese.
Molto probabilmente sia il fiume Tramigna che il torrente Tramignola (o Tramegnola o Tromegnola) hanno assunto il nome dalla valle.
Due sono le interpretazioni sul nome Tramigna.
- Secondo alcuni deriverebbe da inter moenia ovvero tra i castelli di Illasi, della Bastia (monte ad est del paese, sul confine con Montecchia di Crosara), di Castelcerino e di Soave; è poco attendibile l'uso del termine moenia per i castelli medievali sui monti; inoltre, nella provincia veronese, esiste un'altra Val Tramigna (nel comune di Badia Calavena) nella quale non vi sono castelli.
- Più probabile è l'ipotesi della Vallis Terminea ovvero della valle Terminale, confine tra la diocesi di Verona e quella di Vicenza, confine amministrativo in epoca romana (se si pensa che le diocesi ricalcano i confini dell'influenza di una città sulla campagna circostante)[8].

La presenza romana nella valle è attestata da epigrafi ed anche da alcuni toponimi: un esempio è il monte Sensenigo (da Cercenicus). Delle cinque epigrafi, di cui si è occupato anche il Mommsen, due provenivano dalla contrada Roito (una è andata persa, l'altra si trova nel Museo Archeologico di Verona), mentre delle tre presenti nella chiesa parrocchiale ne rimane soltanto una (le altre due sarebbero andate perdute), ritrovata durante i recenti lavori di ristrutturazione e murata in una cappella dell'edificio sacro. Non si hanno molte altre notizie, salvo la certezza che Cazzano faceva parte dell'Agro Veronese cioè del territorio alle dipendenze di Verona.
Dopo la presenza romana cala il silenzio; probabile la presenza dei Longobardi (ipotesi della doppia pieve, cattolica e ariana, di Illasi) deducibile anche dalla scelta di San Giorgio come santo patrono (i Longobardi avevano una devozione particolare per i "santi guerrieri").
Nuovi documenti riguardanti il paese appaiono intorno al Mille e riguardano l'antipapa Cadalo che aveva possedimenti nella “Valle Treminianense” già nella prima metà del sec. XI. Successivamente (1239) sono attestati i possedimenti in valle del monastero benedettino di San Zeno in Verona.
Sempre nel '200 abbiamo la testimonianza della presenza di mulini nella valle di Cazzano ed appartenenti al monastero benedettino di San Pietro in Badia Calavena. Nonostante le fonti, non sappiamo a quale giurisdizione civile appartenesse Cazzano nel XIII secolo: forse era considerato, con Illasi, villa del Comune di Verona.
Le vicende politiche riguardanti il castello d'Illasi che, possente, guarda dall'alto, verso oriente, la Val Tramigna portarono scompiglio anche a Cazzano: si sa che quando i da Carrara (che avevano strappato il dominio della terra veronese ai Visconti) vennero minacciati dalle truppe veneziane, bruciarono il castello e con esso gran parte delle case nei dintorni (e Cazzano non è così lontano).
Venezia, instaurando il suo dominio plurisecolare sul veronese (1405-1797) fece restaurare il castello illasiano il quale, nella guerra tra la Serenissima e i Visconti milanesi, fu circondato da questi ultimi; il capitano Tobiolo del Borgo o di Ledro, insediato dalla potenza lagunare nella fortezza, fu costretto a cedere di fronte alle truppe nemiche per il tradimento del suo castellano Antonio da Bresello (1439). L'esercito visconteo, comandato dal condottiero Niccolò Piccinino, riuscì ad impadronirsi di Soave ed occupava la val d'Alpone; Giovanni Pompei d'Illasi, già distintosi per servigi resi alla Repubblica veneta, raccolti dei contadini e riunitili a Tregnago, penetrò nella val Tramigna a nord riuscendo così a piombare sul nemico nei pressi del monte Bastia (dove si trovava un castello). Il condottiero veneziano riuscì così a dar battaglia a Roncà e a costringere il Piccinino a ritirarsi. Grazie a questa impresa il Pompei e la sua famiglia ebbero onori e privilegi tra cui, nel 1509, l'investitura feudale del castello, a metà del XVI secolo la supremazia del Vicariato di Cazzano e il titolo di conti. Questa qualifica portò i Pompei ad ottenere, quasi unici nel veronese, la giurisdizione autonoma dai Rettori di Verona; il diritto di riscossione dei dazi (salvo quello sul sale) e l'amministrazione della giustizia (salvo lo ius gladii) spettavano alla famiglia residente a Illasi. Non mancarono prepotenze e i cazzanesi non si rassegnarono alle angherie dei loro signori tanto che fecero giungere proteste al governo della Repubblica veneta.
L'economia cazzanese, sotto i Pompei, era artigianale, un'economia rurale con tutte le insufficiente e le limitatezze che porta. Nel '500 non si ritrovano stanziate, rispetto alla vicina Soave, famiglie della ricca borghesia o della nobiltà; solo molto più tardi qualche nobile famiglia di Verona ebbe villa e proprietà nel cazzanese come gli Stappo, i Giuliari ed i Campostrini.
Sotto il dominio veneziano regnò una relativa pace anche perché il paese era tagliato fuori dalle vie principali di comunicazione.
Bisogna aspettare i primi dell'Ottocento per vedere la zona cazzanese coinvolta in un grande dramma come quello delle guerre napoleoniche: nel 1796 i francesi vinsero ad Arcole mentre nel 1805 si registra la rivolta dei contadini veronesi contro austriaci e francesi. L'episodio che tocca più di tutti Cazzano è nel 1809 quando si svolse una battaglia nella Val Tramigna, risoltasi con la vittoria degli austriaci.
I mutamenti politici che interessarono Verona si registrano anche per Cazzano, rimasta austriaca dal 1814 al 1866, anno nel quale il Veneto passo al Regno d'Italia.

## Monumenti e luoghi d'interesse

### Architetture religiose
- Santuario di San Felice - IX secolo

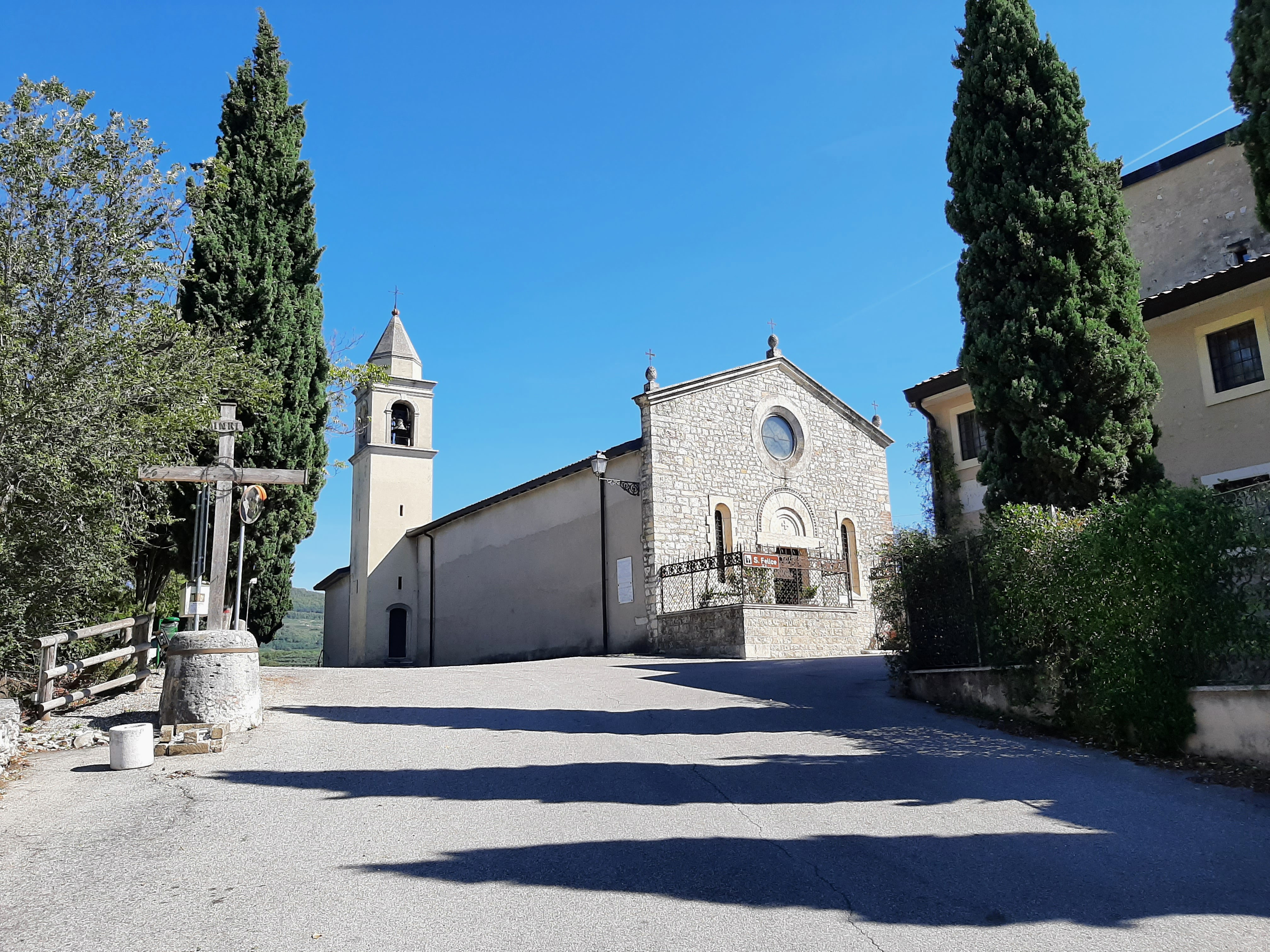
Santuario del Crocifisso in San Felice

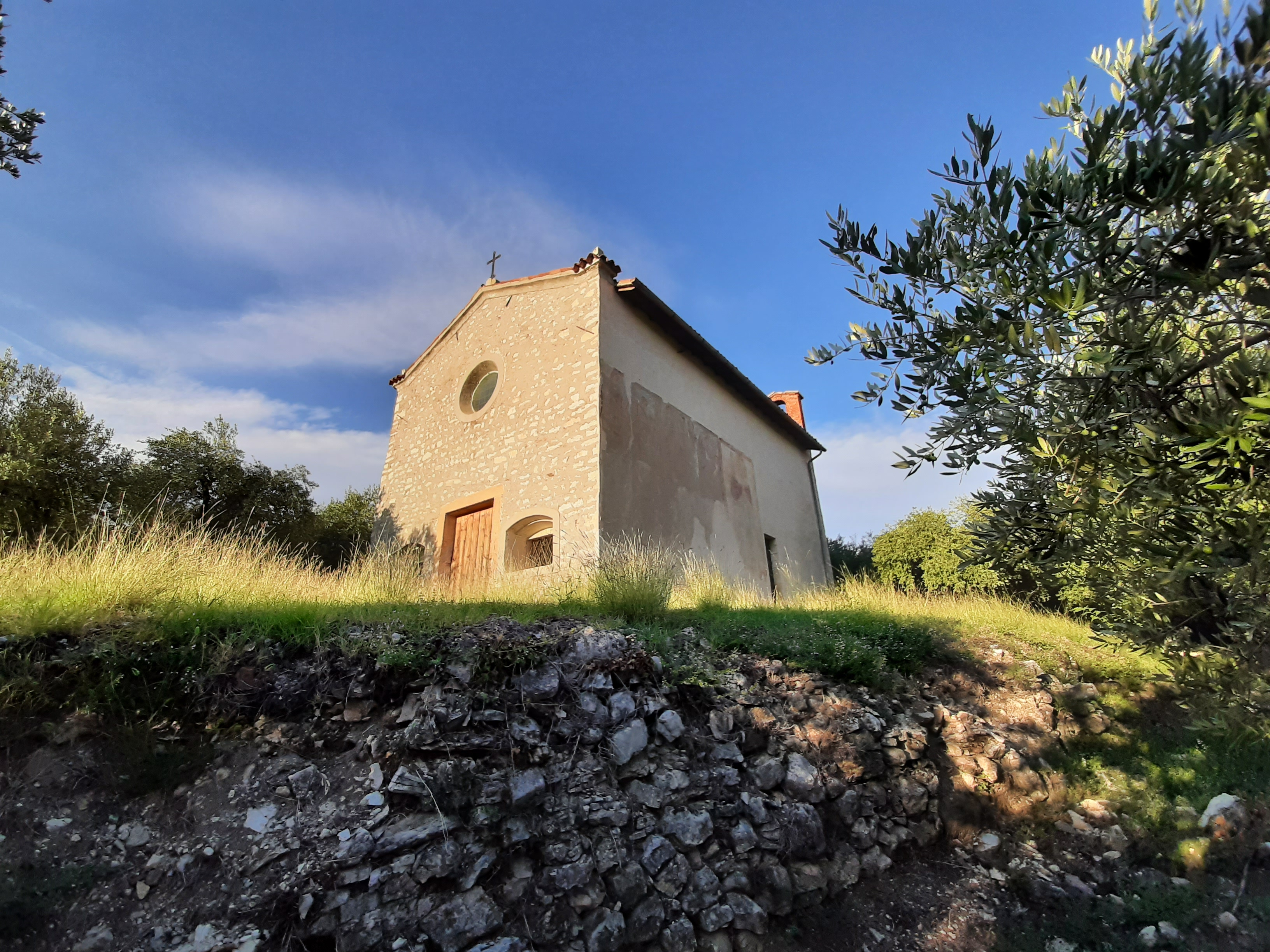
Chiesa di San Pietro in Briano

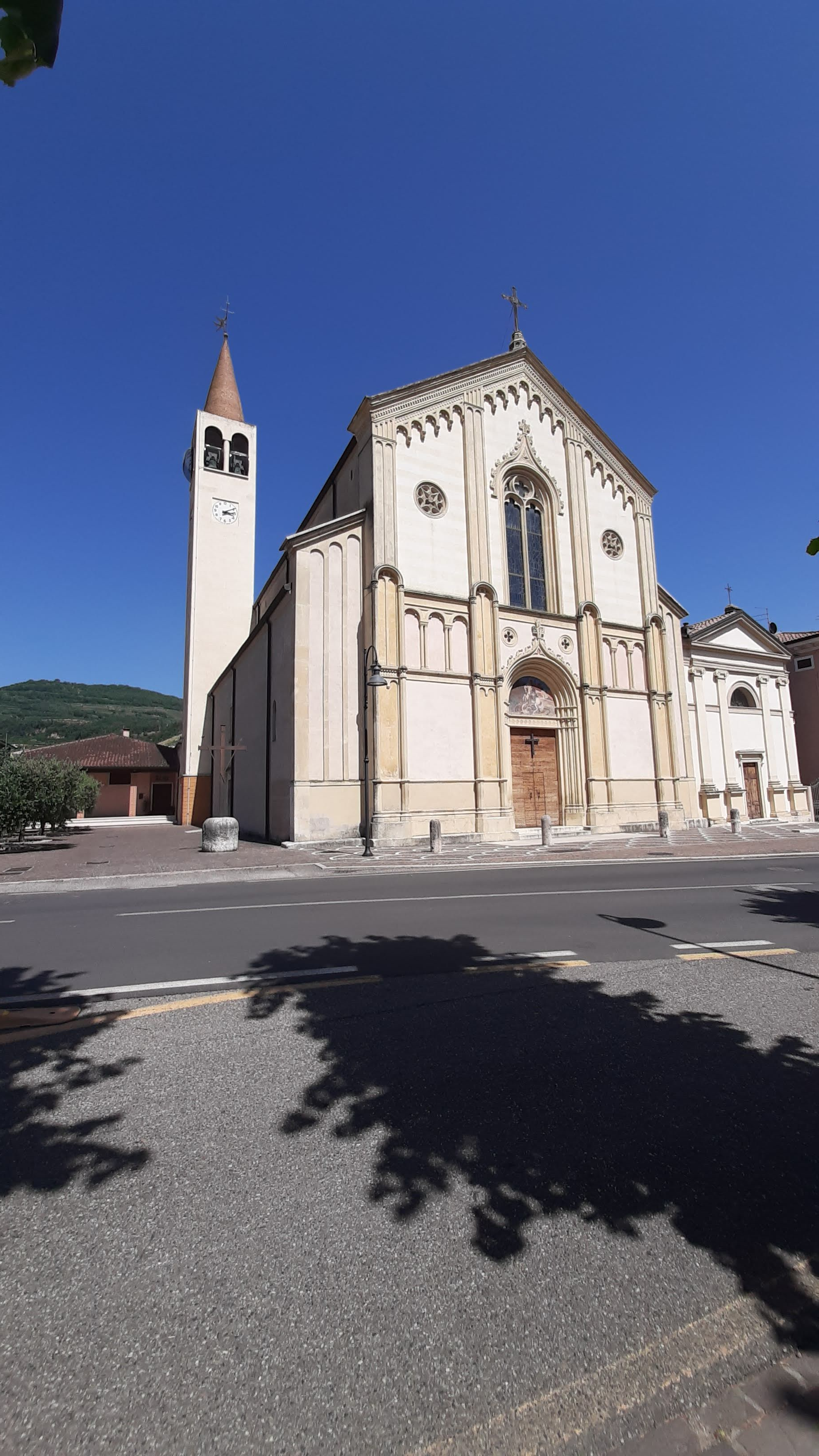
Chiesa parrocchiale di San Giorgio martire

La chiesa di San Felice è ritenuta molto antica (IX-X secolo) ma definire tale antichità in termini precisi è quasi impossibile. Certamente l'edificio aveva un aspetto diverso dall'attuale, probabilmente romanico come ipotizzato in seguito al ritrovamento di tre finestre a croce nel XIX secolo nel muro della facciata, finestre tipiche del romanico. L'attuale abside, con soffitto a crociera e monogramma di San Bernardino da Siena, è opera di un rifacimento compiuto nel 1400; il soffitto della chiesa è invece a capriata semplice.
- Chiesetta di San Pietro in Briano - XII - XIII secolo

San Pietro in Briano è una modesta chiesetta, ad una sola navata, con abside, che è ubicata sulla collina omonima, circondata da un oliveto, a poche centinaia di metri dalla contrada Brian.
- Chiesa parrocchiale di Cazzano - XIX secolo

Situata nel centro del paese (piazza Giacomo Matteotti), è dedicata a San Giorgio martire, patrono del paese.
L'edificio fu costruito nell'ultimo ventennio del XIX secolo su disegno dell'architetto don Angelo Gottardi in stile romanico-gotico, ad una sola navata con quattro cappelle laterali; fu consacrato il 29 settembre 1906 dal cardinale Bacilieri, vescovo di Verona.

### Aree naturali
- Il lago della Mora (o Fontanone)

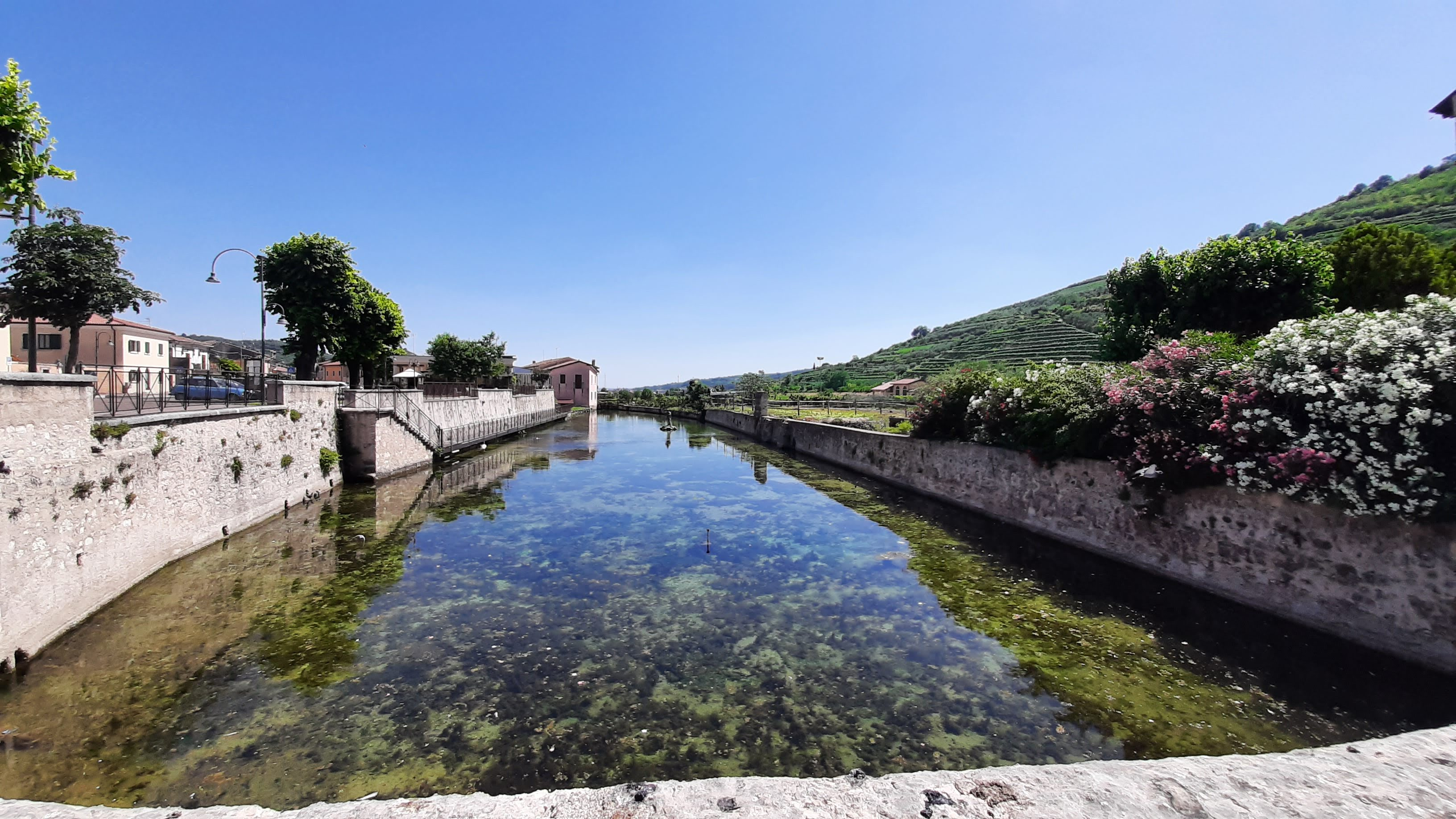
Lago della Mora (o Fontanone), sorgente del fiume Tramigna

Nel centro del paese, nell'unica piazza presente a Cazzano, abbiamo una risorgiva chiamata popolarmente Fontana o Fontanone e rinominata Lago della Mora (dalla ciliegia che ha zona di origine e di produzione proprio nel paese); le acque che alimentano la risorgiva provengono dal Monte Bastia, dal nord della valle ma anche dalla vicina val d'Illasi in quanto quest'ultima è una trentina di metri più alta della val Tramigna ed inoltre è soggetta al carsismo. Il laghetto è la sorgente del Tramigna, affluente dell'Alpone e, dunque, anch'esso tributario di sinistra dell'Adige.
Nel 2008 è stata collocata all'interno dello specchio d'acqua una statua raffigurante San Giovanni Nepomuceno, restaurata e presente in precedenza nel parco sovrastante il laghetto. A fine 2011 sono stati conclusi dei lavori che hanno riguardato l'installazione di una passerella (inizialmente con fondo ligneo, poi sostituito da uno metallico) e la riqualificazione del parco sovrastante la Fontana.

## Società

### Evoluzione demografica
Abitanti censiti

## Cultura
- Mostra Provinciale delle Ciliegie Veronesi: nata nel 1935 e l'unica nel veronese a potersi fregiare del titolo di mostra provinciale. La prima domenica di giugno.
- Festa in località Monti: legata al capitello (ovvero cappellina) della Madonna di Fátima presente vicino alle ex-scuole della contrada. Si teneva un raduno di moto d'epoca, prototipi e auto da rally sul percorso della strada Cazzano - Monti. Prima domenica di settembre.
- Festa dell'Olio Extra Vergine d'oliva Novello: primo sabato e domenica del mese di novembre. Una festa dedicata all'olio extravergine d'oliva della Valtramigna, ottenuto da olivi anche da alcuni secoli presenti sulle colline circostanti Cazzano. Durante la manifestazione è possibile visitare i frantoi del paese per assistere alle operazioni di molitura e degustazioni.

## Economia
Zona di produzione e d'origine della ciliegia [Mora di Cazzano]. Ogni anno, nel primo fine settimana di giugno, si svolge la tipica e rinomata Mostra Provinciale delle Ciliegie Veronesi.
È anche zona di produzione del vino Soave, Valpolicella DOC, dell'Amarone della Valpolicella e del Recioto DOC.
Inoltre la coltivazione dell'ulivo (varietà tipiche nostrane: favarol e grignano) e la presenza di due frantoi permettono la produzione dell'olio extra vergine d'oliva. La vallata di Cazzano ha sulle proprie colline a dimora circa 20 000 olivi ed è la seconda vallata del veronese come produzione. La produzione di olio avviene solitamente da metà ottobre sino ai primi giorni di dicembre. Ogni anno il primo weekend di novembre si celebra l'ormai famosa festa dell'olio novello con piatti tipici e visite guidate ai frantoi.

## Amministrazione
| Periodo     | Periodo     | Primo cittadino      | Partito                                                | Carica                  | Note                      |
| ----------- | ----------- | -------------------- | ------------------------------------------------------ | ----------------------- | ------------------------- |
| giugno 1985 | luglio 1990 | Eliseo Spada         | Democrazia Cristiana                                   | Sindaco                 | [ 17 ]                    |
| luglio 1990 | aprile 1995 | Alessandro Giordani  | Indipendente                                           | Sindaco                 | [ 18 ]                    |
| aprile 1995 | giugno 1999 | Alessandro Giordani  | Lista civica                                           | Sindaco                 | [ 19 ]                    |
| giugno 1999 | giugno 2004 | Alessandro Giordani  | Lista civica                                           | Sindaco                 | [ 20 ]                    |
| giugno 2004 | aprile 2006 | Claudio Ramponi      | Lista civica                                           | Sindaco                 | Sospensione del consiglio |
| aprile 2006 | maggio 2006 | Maria Rosaria Laganà |                                                        | Commissario prefettizio | [ 22 ]                    |
| maggio 2006 | maggio 2007 | Franca Lavorato      |                                                        | Commissario prefettizio | [ 23 ] [ 24 ]             |
| maggio 2007 | maggio 2012 | Maria Luisa Contri   | Lista civica di centro-sinistra "Consenso Democratico" | Sindaco                 | [ 25 ]                    |
| maggio 2012 | giugno 2017 | Maria Luisa Contri   | Lista civica di centro-sinistra "Consenso Democratico" | Sindaco                 | [ 26 ]                    |
| giugno 2017 | giugno 2022 | Maria Luisa Guadin   | Lista civica "La Sorgente"                             | Sindaco                 | [ 27 ]                    |
| giugno 2022 | in carica   | Maria Luisa Guadin   | Lista civica "La Sorgente"                             | Sindaco                 |                           |

Il comune aderisce al movimento patto dei sindaci 

## Sport
Nel comune è presente l'Unione Sportiva Valtramigna Cazzano.
Vi fa parte la società calcistica che partecipa al campionato di Prima Categoria della FIGC e gioca le partite casalinghe al campo sportivo "Emilio Steccanella".
Sempre all'interno dell'U.S. esiste un gruppo ciclistico amatoriale di ciclismo (MTB e BDS) denominato Pedalo Club Valtramigna.

## Galleria d'immagini

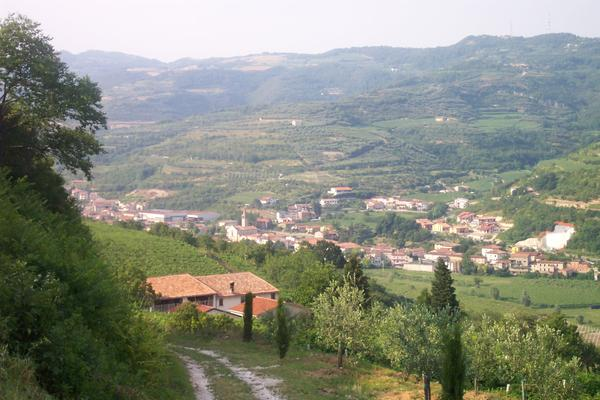
Veduta di Cazzano di Tramigna.
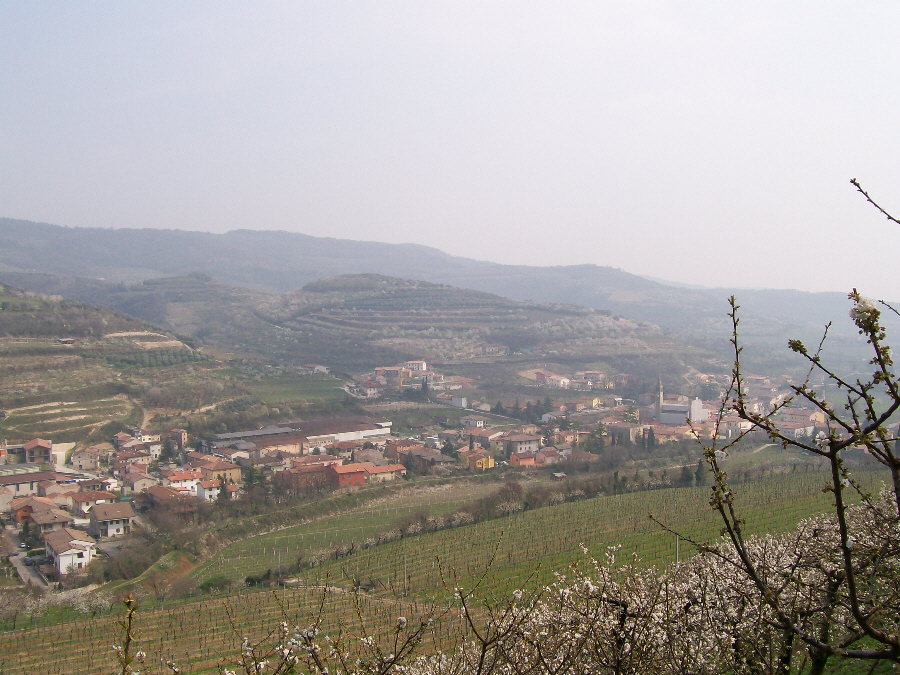
Veduta di Cazzano di Tramigna all'inizio del periodo di fioritura dei ciliegi.
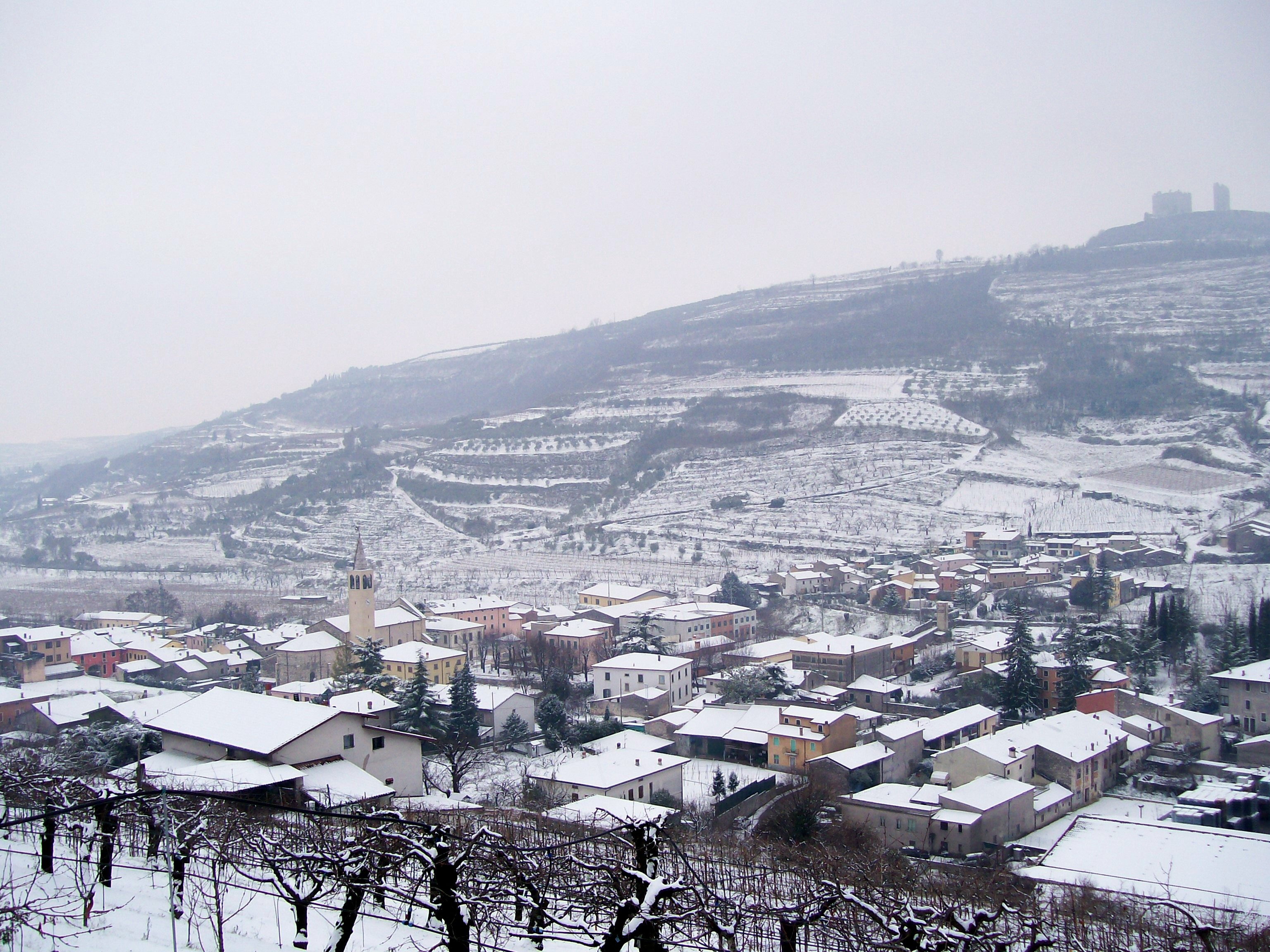
Veduta del centro di Cazzano di Tramigna innevato.
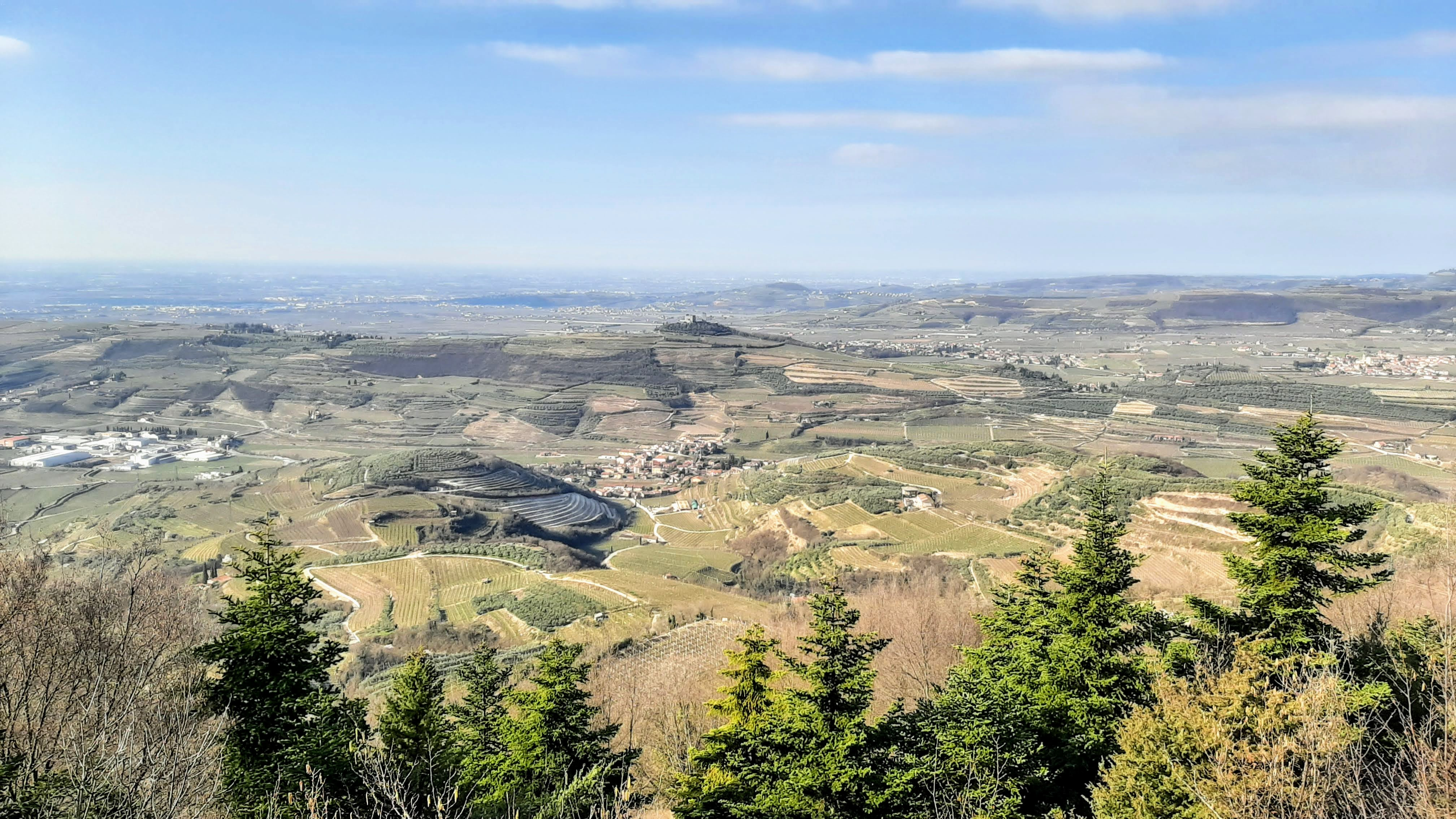
Veduta di Cazzano e di parte della Val Tramigna dal Monte Bastia.
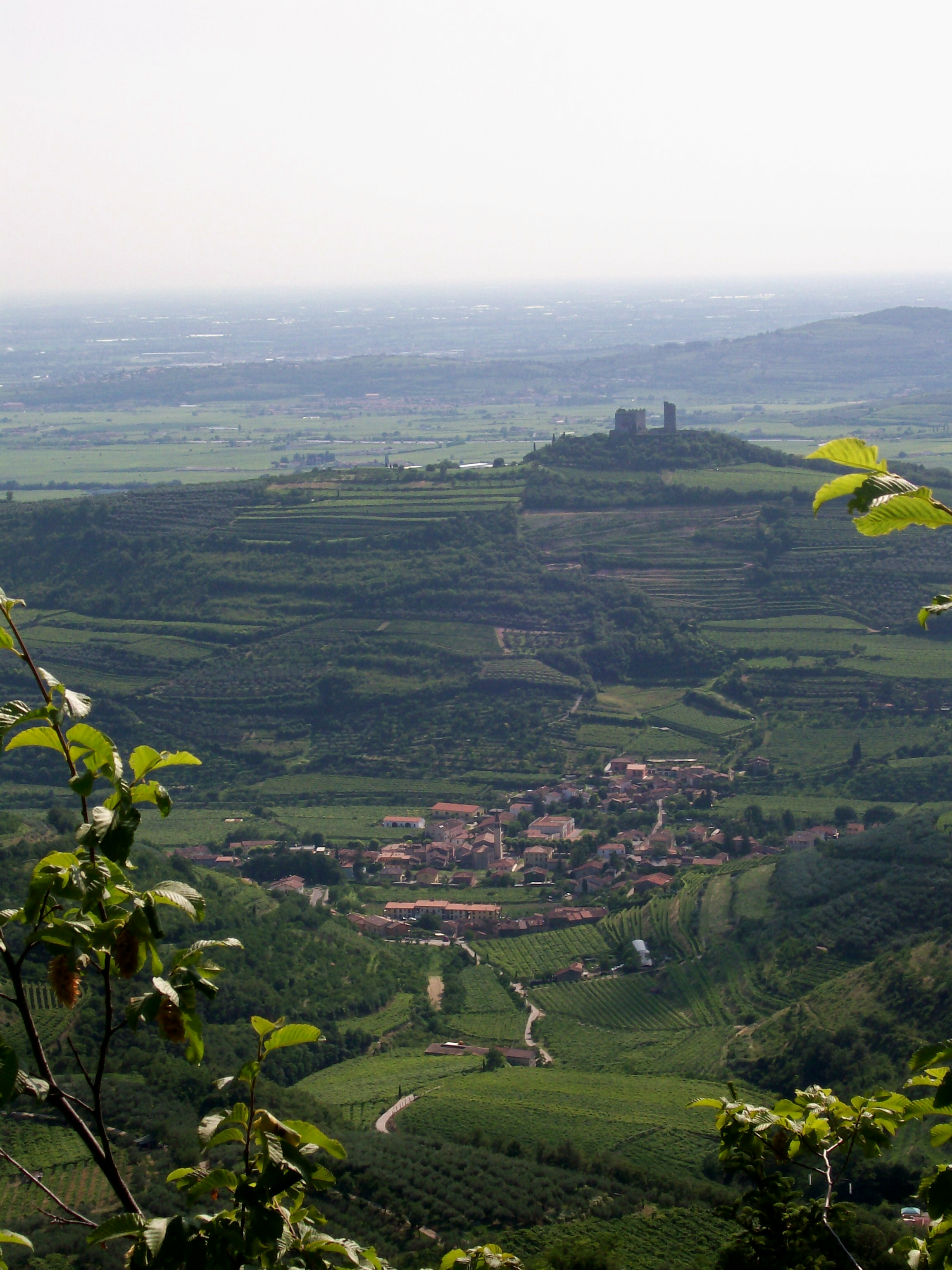
Veduta del centro di Cazzano di Tramigna dal Monte Bastia.
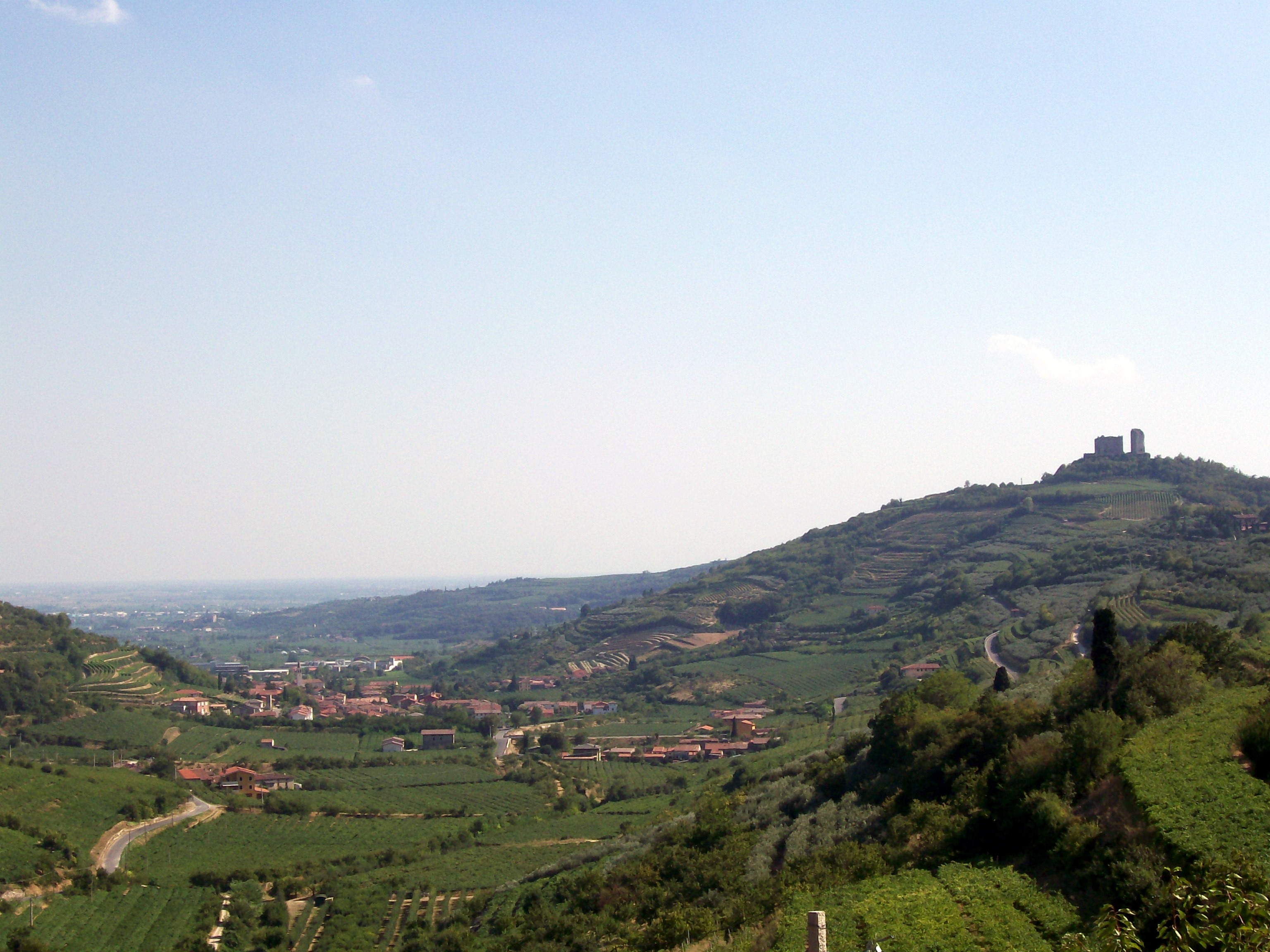
Veduta del paese di Cazzano di Tramigna dalla località Cadalora (Comune di Illasi).
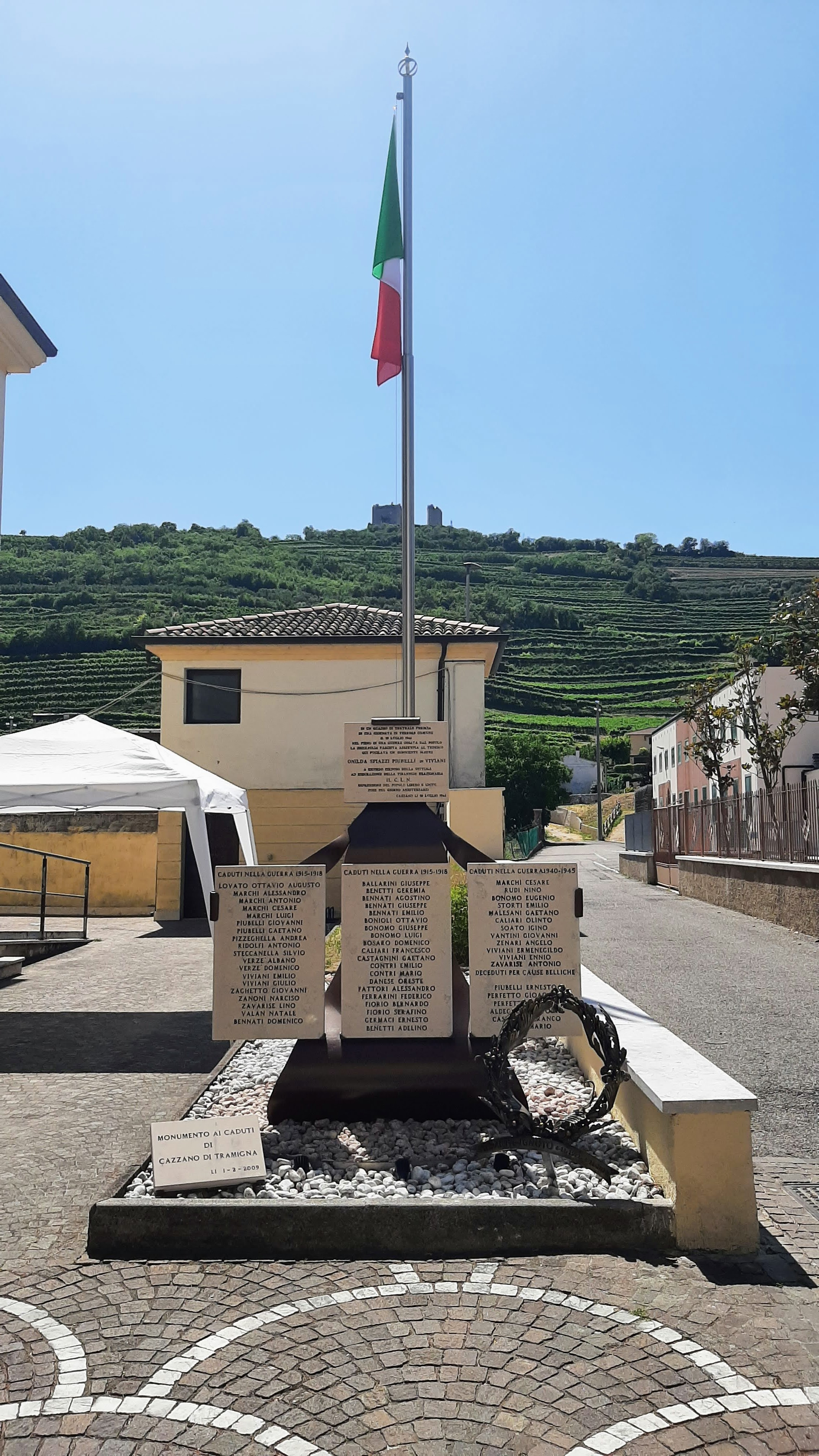
Il monumento ai caduti di Cazzano di Tramigna, inaugurato il 1º febbraio 2009, rinnovato nel 2022, con l'aggiunta della corona per il centenario del Milite Ignoto.
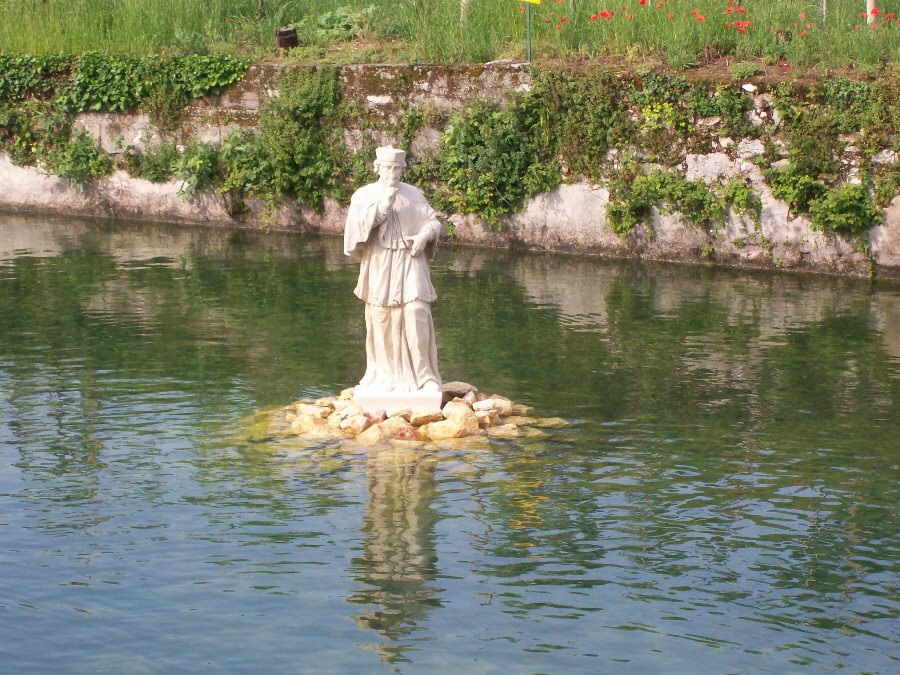
Statua raffigurante San Giovanni Nepomuceno collocata all'interno del Lago della Mora o Fontana (sorgente del Tramigna).
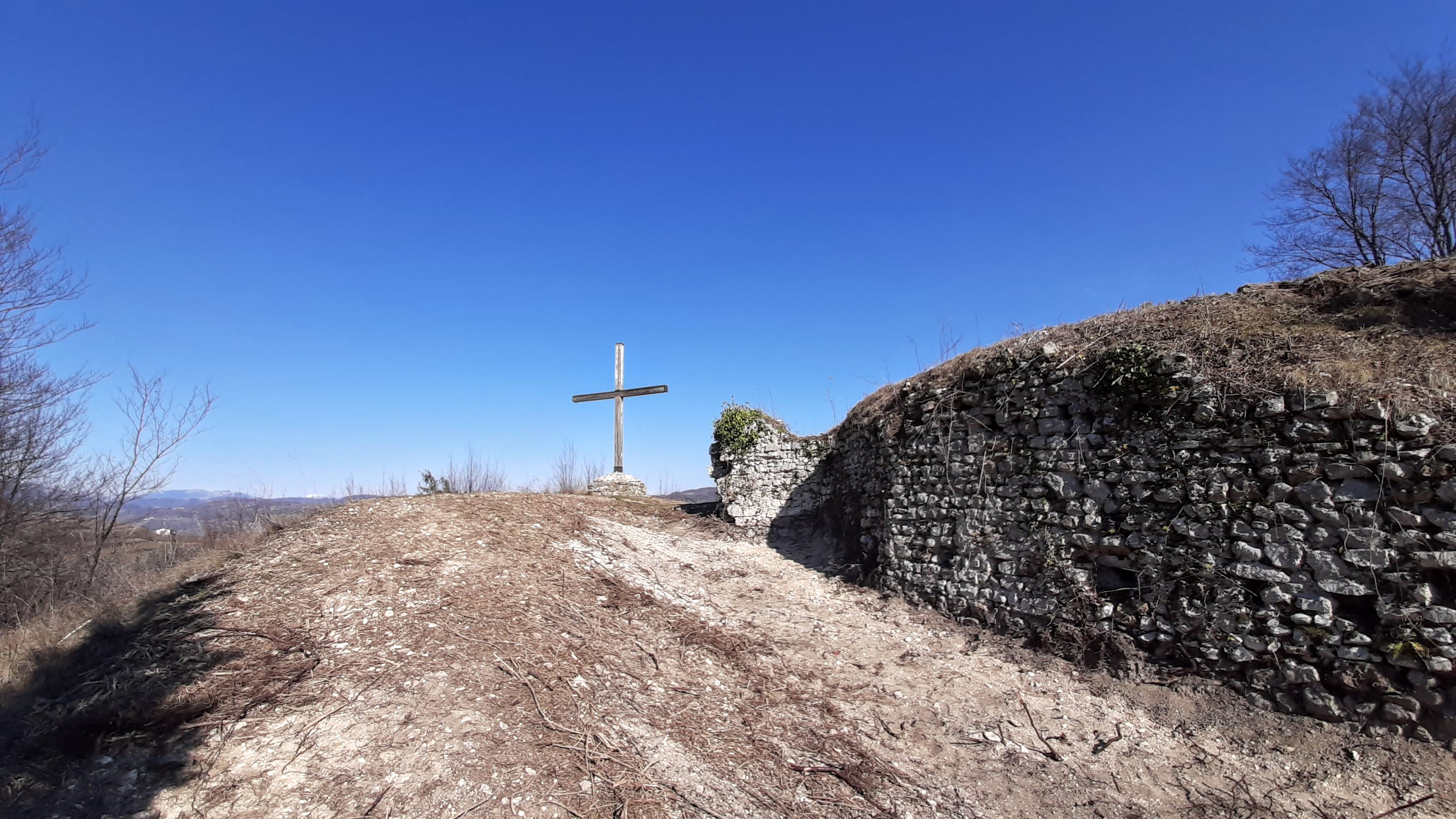
Foto di parte delle mura della fortezza medievale e della croce presenti sul Monte Bastia.
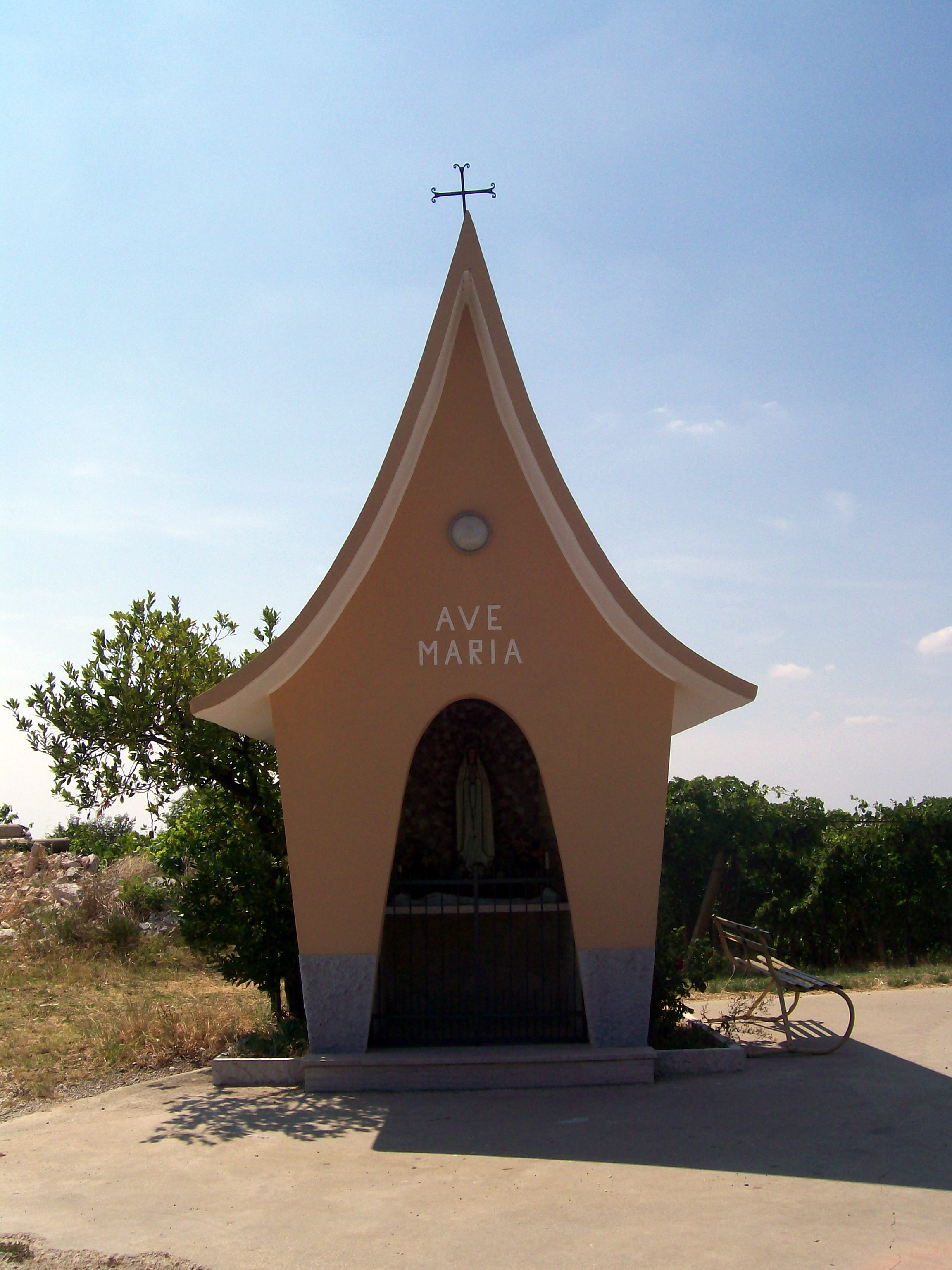
Capitello dedicato alla B.V. Maria di Fatima in località Monti.
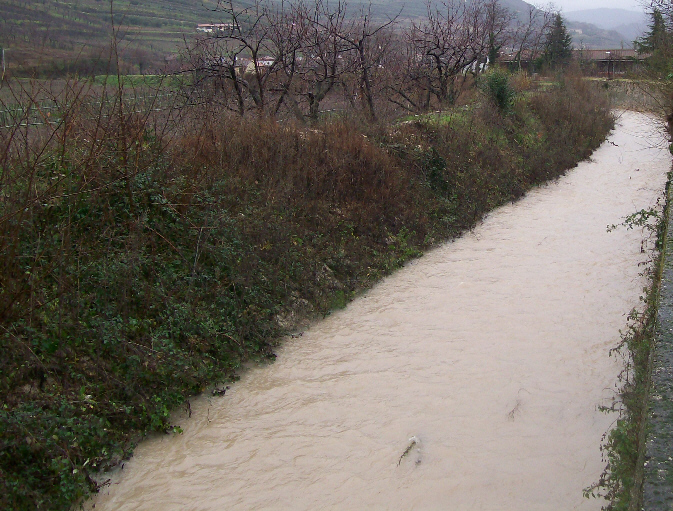
Il torrente Tramignola.
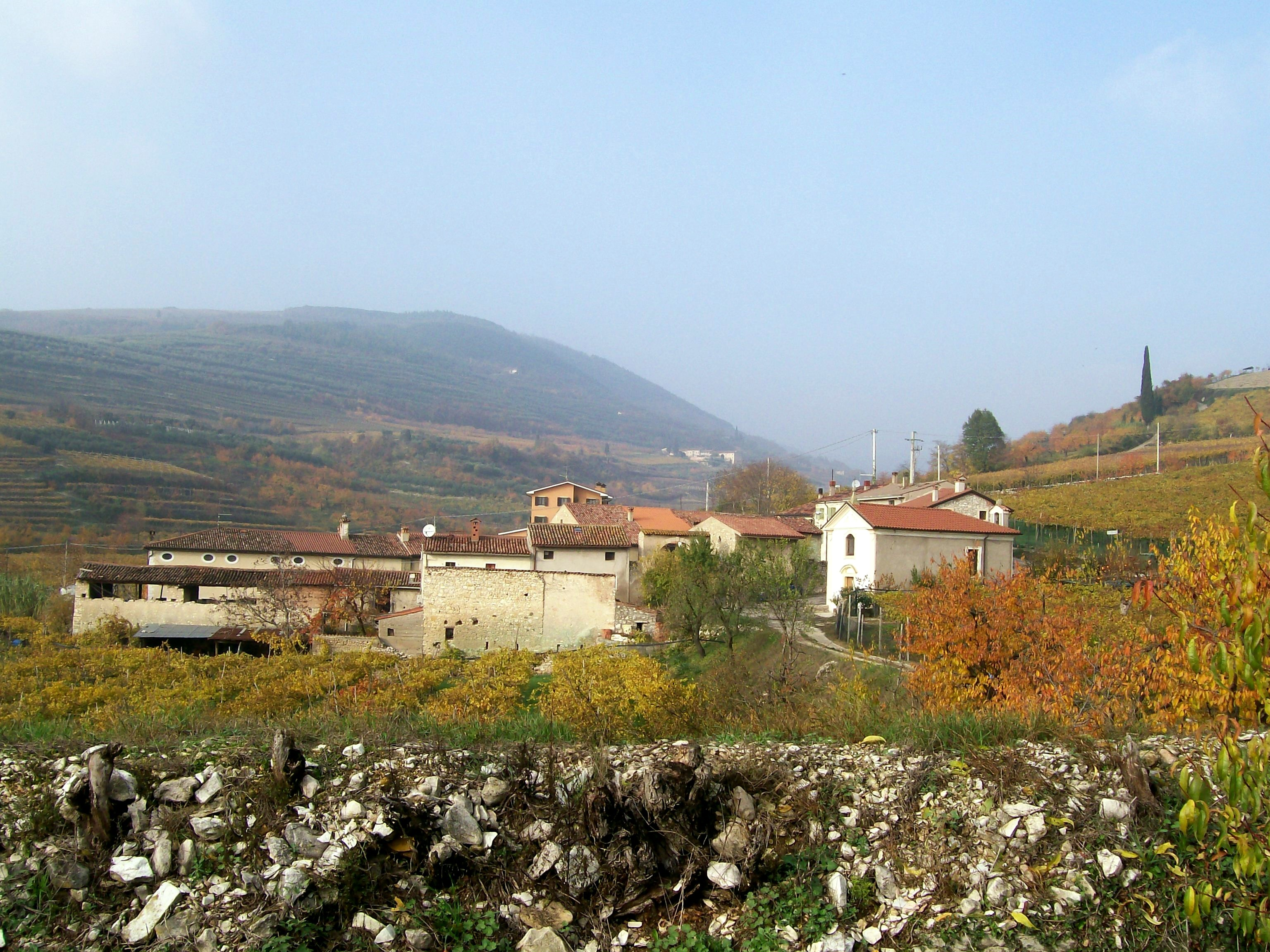
Contrada Caliari.